# Койт Тооме
Койт Тооме (ест. Koit Toome, нар. 13 січня 1979) — естонський поп-співак і актор.

## Альбоми
- «Koit Toome» (DayDream Records, 1999)
- «Duetid» (U-Boot Stuudio, 1998/2005)
- «Allikas» (Records, 2007)